# Dothiorella populina
Dothiorella populina är en svampart som beskrevs av P. Karst. 1890. Dothiorella populina ingår i släktet Dothiorella och familjen Botryosphaeriaceae.   Inga underarter finns listade i Catalogue of Life.